# Opération Brothers

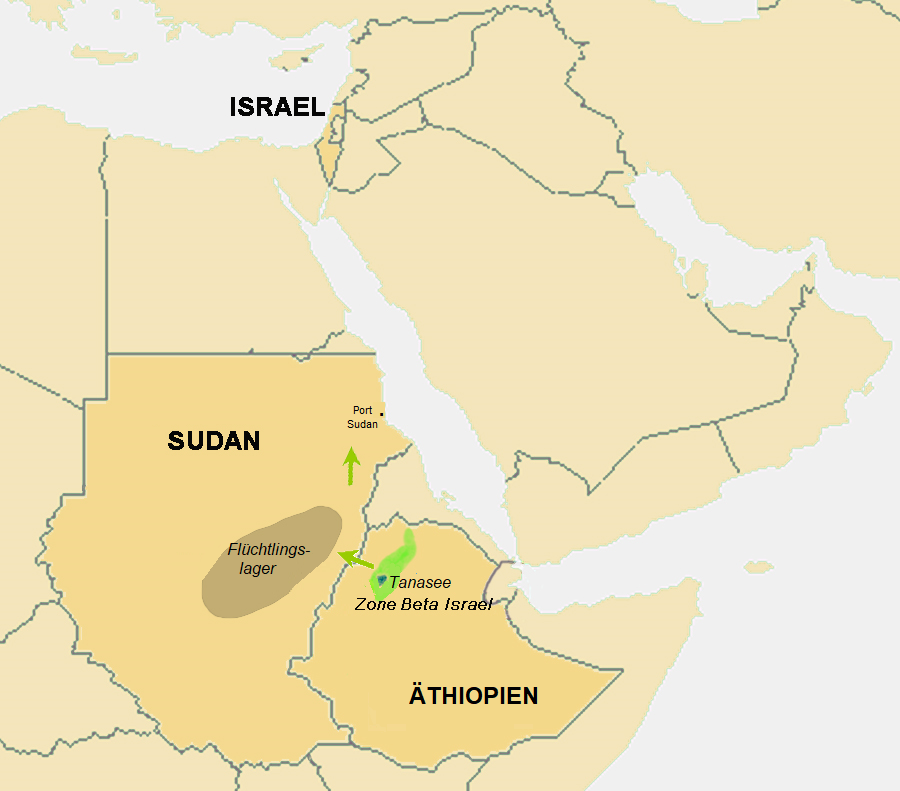
Carte des migrations falashas vers Israël.

L'opération 'Ach ( en hébr. : אחים למבצע), plus connue sous le nom d'opération Brothers, est une opération clandestine d'évacuation de Beta Israel (Juifs éthiopiens) organisée par le Mossad au Soudan de 1981 à 1985.
Cette opération s'inscrit dans un plan plus vaste du gouvernement israélien visant à permettre aux Juifs éthiopiens d'accomplir leur Alya. Ainsi cette opération sera-t-elle suivie de l’opération Moïse, qui conduira en Israël 8 000 juifs d’Éthiopie par un pont aérien depuis les camps de réfugiés du Soudan de novembre 1984 au 4 janvier 1985, puis de l’opération Salomon qui le 25 mai 1991, à la chute du gouvernement Menguistu, transportera dans un deuxième pont aérien, en 36 heures, quelque 14 000 juifs éthiopiens réfugiés à Addis Abeba.

## Contexte
En pleine guerre froide, le contexte géopolitique général de la région est marqué par la lutte d'influence à laquelle se livrent en Afrique les États-Unis et l'URSS, l'Éthiopie étant à l'époque un pays marxiste tandis que le Soudan est soutenu par les Américains.

### En Éthiopie
Le pouvoir est exercé en Éthiopie par la junte militaire du Derg qui a déposé Hailé Sélassié et institué une dictature marxiste.
Incapable de concevoir une réelle politique économique et sociale, le Derg est confronté à une forte opposition de la société qui aspire à un gouvernement du peuple. La répression s'exerce sur l'opposition populaire dirigée par les intellectuels, les ouvriers et les étudiants : les étudiants sont massivement envoyés dans les campagnes et les universitaires remplacés, comme les professeurs, par des militaires et des sympathisants du régime.
L’émigration de Juifs éthiopiens vers Israël reste officiellement interdite de 1973 à 1990, depuis la rupture des relations diplomatiques avec Israël par Haïlé Sélassié Ier à la suite de la guerre du Kippour, politique poursuivie après le coup d’État militaire en 1974 (les relations diplomatiques avec Israël ne seront rétablies qu'en 1989).
Malgré cette interdiction officielle, une émigration de Beta Israel débute en 1977-1978 dans le cadre d’un accord secret de fourniture d'armes par le gouvernement israélien au gouvernement révolutionnaire éthiopien, lequel est alors en guerre contre la Somalie pour le contrôle de l'Ogaden. L'accord est rompu par l'Éthiopie après sa révélation à la presse par Moshe Dayan en février 1978. Il met en effet à mal le nouveau positionnement « anti-impérialiste » et pro-soviétique de la diplomatie éthiopienne, Israël étant l'allié des États-Unis.
Dans ce contexte de guerre civile, les Beta Israel qui vivent dans quelque cinq cents villages du nord du pays fuient leur pays pour émigrer en Israël via le Sud-Soudan où ils séjournent dans des camps de réfugiés.

### AuSoudan
Ancien condominium anglo-égyptien, le pays a acquis son indépendance en 1955. Après deux coups d’État, il est sous la dictature du général Gaafar el-Nimeiry.
Le pouvoir fait alliance avec les Frères musulmans et instaure la charia, déclenchant ainsi une guerre civile au Sud-Soudan ; chrétiens et animistes sont persécutés.
La junte bénéficie d'un soutien militaire et économique très important de la part des États-Unis de l'administration Reagan.

## Déroulement de l'opération

### Genèse de l'opération
En 1977, Ferede Aklum, juif éthiopien, est recherché par les autorités éthiopiennes pour activités anti gouvernementales. Il parvient à rejoindre une vague de réfugiés éthiopiens non juifs qui ont traversé la frontière pour se réfugier au Soudan. Il envoie des lettres à des organisations humanitaires, demandant de l’aide. Le Mossad prend connaissance de l'une d'elles.
Pour le premier ministre Menachem Begin, juif ashkénaze d'origine biélorusse réfugié en Israël après avoir été condamné au goulag, Israël se conçoit comme un refuge pour les Juifs en péril.
Trouvé et contacté par l'agent du Mossad Daniel Limor (Dani), Ferede transmet des messages à sa communauté indiquant qu'il est plus aisé de se rendre à Jérusalem depuis le Soudan que l’Éthiopie.

### LeArous Holiday Village
Un hôtel situé à Arous, près de Port-Soudan sur la côte soudanaise de la Mer Rouge, sert de couverture à l'opération. Arous est un lieu prisé des amateurs de fonds marins ; une quinzaine de petites maisons surplombent l’un des plus beaux points d’observation des coraux. En 1981, accompagné d'un ancien commando marine, Daniel Limor, amateur de plongée, repère ce village de vacances construit par des entrepreneurs italiens en 1974 et abandonné faute d’accès à la route et à l’eau courante.
Le Mossad, par l'intermédiaire d'une société-écran suisse, loue le site hôtelier aux autorités soudanaises pour 250 000 dollars/an. Une équipe d'agents du Mossad dirigée par Daniel Limor s'y installe et s'occupe d'abord de réhabiliter les lieux. Les meilleurs équipements israéliens sont utilisés :  climatiseurs, moteurs hors-bord, matériels de sport nautique haut de gamme dont la toute première planche à voile utilisée au Soudan. Une quinzaine de soudanais est recrutée pour former le personnel local de l'hôtel : femmes de chambre, serveurs, chauffeur, chef-cuisinier. Les agents féminins assurent la gestion quotidienne des lieux. Seul lieu d'accès réservé, l'atelier de plongée cache les moyens de transmission des agents. Le complexe accueille de vrais touristes dont des militaires égyptiens, des éléments des SAS britanniques, des diplomates étrangers et des hauts responsables gouvernementaux soudanais. Il acquiert une certaine notoriété internationale après la diffusion par le Mossad, à plusieurs milliers d'exemplaires, d'une plaquette touristique le présentant comme un site de plongée sous-marine exceptionnel.

### L'évacuation des réfugiés
Initialement, l'évacuation des réfugiés est assurée par les commandos marine israéliens de la Shayetet 13 en zodiacs, au prétexte de séances de plongée nocturne organisées pour les clients de l'hôtel.
En mars 1982, la troisième opération manque d'échouer du fait d'une intervention de militaires soudanais qui croient à des activités de contrebande. Le choix est alors fait de procéder à l'évacuation des réfugiés par voie aérienne, des avions israéliens se posant dans le désert.
Quel que soit le vecteur de transport, les réfugiés sont pris en charge dans les camps de réfugiés où ils se trouvent, par des camions bâchés qui servent officiellement au transport du matériel de l'hôtel, que conduisent les agents du Mossad en prétextant faire des achats de ravitaillement. Ils sont ensuite emmenés directement au point de rendez-vous de l'évacuation, sans jamais passer par l'hôtel.

### La fin de l'opération
L'opération prend fin en 1985 à l'initiative du Mossad, d'une part du fait de la chasse aux agents israéliens engagée par l'État soudanais, d'autre part après que l'un des contacts éthiopiens a été interrogé par la police. Selon la BBC, les agents sous couverture à l'hôtel d'Arous ont quitté les lieux précipitamment, abandonnant les touristes à leur sort.

## Bilan
L'opération a permis de sauver et de faire entrer en Israël quelque 7 000 Juifs éthiopiens.

### Filmographie
- Opération Brothers, réalisé en 2019 par Gideon Raff, prod. Netflix[9]